# Væddeløb (film fra 1909)
 For alternative betydninger, se Væddeløb. (Se også artikler, som begynder med Væddeløb)
Væddeløb er en dansk stum dokumentarisk optagelse fra 1909 produceret af Nordisk Films Kompagni.

## Handling
Væddeløb på Klampenborg Galopbane. Derby?